# Kaptabuk
Kaptabuk är en ort i distriktet Västra Pokot i provinsen Rift Valley i Kenya.
Närmaste städer är Kapenguria, distriktshuvudstad i Västra Pokot, och Kapsowar.